# (35109) 1991 XM
1991 أكس أم (ويعرف أيضًا باسم (35109) 1991 أكس أم وفق تسمية الكوكب الصغير) (بالإنجليزية: 1991 XM)‏ هو كويكب ضمن حزام الكويكبات؛ وترتيبه 35109 من حيث الاكتشاف.
اكتُشف هذا الجُرم الفلكي بواسطة هيروشي كانيدا في 4 ديسمبر 1991.

## وصلات خارجية
- (35109) 1991 XM في قاعدة بيانات مختبر الدفع النفاث لأجرام النظام الشمسي الصغيرة

- الاكتشاف · مخطط المدار ·  العناصر المدارية · المعلمات المادية

- (35109) 1991 XM على موقع ويكي سكاي: DSS2, SDSS, GALEX, IRAS, Hydrogen α, X-Ray, Astrophoto, Sky Map, Articles and images